# Großer Preis von Monaco 1984
Der Große Preis von Monaco 1984 (offiziell XLII Grand Prix Automobile de Monaco) fand am 3. Juni auf dem Circuit de Monaco in Monte Carlo statt und war das sechste Rennen der Formel-1-Weltmeisterschaft 1984.

## Berichte

### Hintergrund
Die einzige Veränderung im Teilnehmerfeld im Vergleich zum Großen Preis von Frankreich zwei Wochen zuvor war die Teilnahme von Corrado Fabi anstelle seines Bruders Teo Fabi im zweiten Brabham neben dem amtierenden Weltmeister Nelson Piquet.

### Training
Der seit dem Saisonauftakt in Brasilien in der Weltmeisterschafts-Wertung führende McLaren-Pilot Alain Prost qualifizierte sich für die Pole-Position vor Nigel Mansell auf Lotus und den beiden Ferrari 126C4 von René Arnoux und Michele Alboreto. Die beiden Renault-Piloten Derek Warwick und Patrick Tambay bildeten die dritte Startreihe vor Andrea de Cesaris und Niki Lauda.
Martin Brundle verunglückte mit seinem Tyrrell 012 im Bereich der Tabac-Kurve schwer, blieb jedoch unverletzt.
Aus Sicherheitsgründen wurden auf dem engen Straßenkurs nur 20 Starter fürs Rennen zugelassen. Daraus ergab sich zwangsläufig, dass sieben Piloten die Qualifikation verfehlten.

### Rennen
Da es bereits am Morgen des Renntages anhaltend regnete, beschloss man, den Start um 45 Minuten zu verschieben in der Hoffnung auf eine Wetterbesserung. Obwohl diese nicht eintrat, wurde das Rennen schließlich gestartet. Die beiden Renault-Piloten kollidierten in der ersten Kurve und schieden aus. Tambay trug zudem einen Beinbruch davon. Unterdessen hatte Prost seine Spitzenposition gegenüber Mansell verteidigt und führte das Rennen an.
Der vom achten Platz aus gestartete Lauda überholte bis zur sechsten Runde beide Ferrari und nahm dadurch den dritten Rang ein. In der elften Runde gelangte Mansell an Prost vorbei in Führung. Als er jedoch fünf Runden später aufgrund eines Unfalls ausschied, ergab sich zum wiederholten Mal in dieser Saison eine McLaren-Doppelführung. Bei Toleman machte sich der zwischenzeitlich erfolgte Wechsel des Reifenausstatters von Pirelli zu Michelin bemerkbar. Mit vorteilhaften Michelin-Regenreifen gelangte der vom 13. Platz aus gestartete Ayrton Senna bis zur 16. Runde auf den dritten Platz nach vorn. In der 19. Runde überholte er den zweitplatzierten Lauda und verkürzte fortan stetig den Vorsprung des führenden Prost, der Bremsprobleme hatte. Als Lauda im 24. Umlauf in der Casino-Kurve verunfallte, erschien zumindest ein zweiter Platz für den Brasilianer im unterlegenen Toleman sicher.
Ebenfalls für Aufsehen sorgte Stefan Bellof, dessen Team Tyrrell als eines von wenigen nach wie vor Saugmotoren einsetzte und daher nicht zum Favoritenkreis zählte. Der Deutsche, der vom letzten Platz aus ins Rennen gegangen war, kämpfte sich bis zur 24. Runde bis auf den vierten Rang nach vorn. In Runde 27 überholte er Arnoux und befand sich dadurch auf dem dritten Rang hinter Prost und Senna. Auf den Plätzen fünf und sechs folgten Elio de Angelis und Keke Rosberg.
In Runde 31 wurde das Rennen mit der roten Flagge abgebrochen. Rennleiter Jacky Ickx, der zum damaligen Zeitpunkt als Werksfahrer bei Porsche unter Vertrag stand, begründete diese Entscheidung allein mit den ungünstigen Wetterbedingungen. In der Tat hatten sich diese während des Rennens mehrfach verschlechtert, zwischenzeitlich allerdings auch kurzzeitig verbessert. Ickx wurde vorgeworfen, er habe das Rennen aufgrund der Tatsache abgebrochen, dass Senna und Bellof auf Prost aufholten und somit den Sieg eines mit Porsche-Motor ausgestatteten Fahrers gefährdeten.
Da weniger als die Hälfte der geplanten Renndistanz absolviert worden war, wurden die zu vergebenden WM-Punkte halbiert. Als das Tyrrell-Team gegen Ende der Saison von der Weltmeisterschaft ausgeschlossen wurde, rückten alle Piloten, die nach Bellof das Ziel erreicht hatten, um einen Platz auf. Somit erhielt nachträglich Alboreto einen halben WM-Punkt.
Ironischerweise stellte sich am Saisonende heraus, dass Ickx' Entscheidung Prost ultimativ eher geschadet als genützt hatte: Für den Sieg in einem verkürzten Rennen erhielt Prost 4,5 Punkte. Für einen voraussichtlichen zweiten Platz (hinter Senna) in einem vollen Rennen dagegen hätte Prost 6 Punkte erhalten. Am Saisonende lag Prost lediglich 0,5 Punkte hinter Lauda und hätte ohne die Entscheidung zum Rennabbruch mit einem zweiten Platz womöglich Lauda doch noch überflügelt.

## Meldeliste
| Team                            | Nr. | Fahrer             | Chassis         | Motor                       | Reifen |
| ------------------------------- | --- | ------------------ | --------------- | --------------------------- | ------ |
| MRD International               | 01  | Nelson Piquet      | Brabham BT53    | BMW M12/13 1.5 L4t          | M      |
| MRD International               | 02  | Corrado Fabi       | Brabham BT53    | BMW M12/13 1.5 L4t          | M      |
| Tyrrell Racing Organisation     | 03  | Martin Brundle     | Tyrrell 012     | Ford Cosworth DFY 3.0 V8    | G      |
| Tyrrell Racing Organisation     | 04  | Stefan Bellof      | Tyrrell 012     | Ford Cosworth DFY 3.0 V8    | G      |
| Williams Grand Prix Engineering | 05  | Jacques Laffite    | Williams FW09   | Honda RA163-E 1.5 V6t       | G      |
| Williams Grand Prix Engineering | 06  | Keke Rosberg       | Williams FW09   | Honda RA163-E 1.5 V6t       | G      |
| Marlboro McLaren International  | 07  | Alain Prost        | McLaren MP4/2   | TAG/Porsche TTE PO1 1.5 V6t | M      |
| Marlboro McLaren International  | 08  | Niki Lauda         | McLaren MP4/2   | TAG/Porsche TTE PO1 1.5 V6t | M      |
| Skoal Bandit Formula 1 Team     | 09  | Philippe Alliot    | RAM 02          | Hart 415T 1.5 L4t           | P      |
| Skoal Bandit Formula 1 Team     | 10  | Jonathan Palmer    | RAM 02          | Hart 415T 1.5 L4t           | P      |
| John Player Team Lotus          | 11  | Elio de Angelis    | Lotus 95T       | Renault EF4 1.5 V6t         | G      |
| John Player Team Lotus          | 12  | Nigel Mansell      | Lotus 95T       | Renault EF4 1.5 V6t         | G      |
| Team ATS                        | 14  | Manfred Winkelhock | ATS D7          | BMW M12/13 1.5 L4t          | P      |
| Équipe Renault Elf              | 15  | Patrick Tambay     | Renault RE50    | Renault EF4 1.5 V6t         | M      |
| Équipe Renault Elf              | 16  | Derek Warwick      | Renault RE50    | Renault EF4 1.5 V6t         | M      |
| Barclay Nordica Arrows BMW      | 17  | Marc Surer         | Arrows A6       | Ford Cosworth DFV 3.0 V8    | G      |
| Barclay Nordica Arrows BMW      | 18  | Thierry Boutsen    | Arrows A7       | BMW M12/13 1.5 L4t          | G      |
| Toleman Group Motorsport        | 19  | Ayrton Senna       | Toleman TG184   | Hart 415T 1.5 L4t           | M      |
| Toleman Group Motorsport        | 20  | Johnny Cecotto     | Toleman TG184   | Hart 415T 1.5 L4t           | M      |
| Spirit Racing                   | 21  | Mauro Baldi        | Spirit 101B     | Hart 415T 1.5 L4t           | P      |
| Benetton Team Alfa Romeo        | 22  | Riccardo Patrese   | Alfa Romeo 184T | Alfa Romeo 890T 1.5 V8t     | G      |
| Benetton Team Alfa Romeo        | 23  | Eddie Cheever      | Alfa Romeo 184T | Alfa Romeo 890T 1.5 V8t     | G      |
| Osella Squadra Corse            | 24  | Piercarlo Ghinzani | Osella FA1F     | Alfa Romeo 890T 1.5 V8t     | P      |
| Ligier Loto                     | 25  | François Hesnault  | Ligier JS23     | Renault EF4 1.5 V6t         | M      |
| Ligier Loto                     | 26  | Andrea de Cesaris  | Ligier JS23     | Renault EF4 1.5 V6t         | M      |
| Scuderia Ferrari SpA SEFAC      | 27  | Michele Alboreto   | Ferrari 126C4   | Ferrari 031 1.5 V6t         | G      |
| Scuderia Ferrari SpA SEFAC      | 28  | René Arnoux        | Ferrari 126C4   | Ferrari 031 1.5 V6t         | G      |

## Klassifikationen

### Qualifying
| Pos. | Fahrer             | Konstrukteur        | Qualifikationstraining 1 | Qualifikationstraining 1 | Qualifikationstraining 2 | Qualifikationstraining 2 | Start |
| Pos. | Fahrer             | Konstrukteur        | Zeit                     | Ø-Geschwindigkeit        | Zeit                     | Ø-Geschwindigkeit        | Start |
| ---- | ------------------ | ------------------- | ------------------------ | ------------------------ | ------------------------ | ------------------------ | ----- |
| 01   | Alain Prost        | McLaren-TAG-Porsche | 1:23,944                 | 142,038 km/h             | 1:22,661                 | 144,242 km/h             | 01    |
| 02   | Nigel Mansell      | Lotus-Renault       | 1:24,927                 | 140,394 km/h             | 1:22,752                 | 144,084 km/h             | 02    |
| 03   | René Arnoux        | Ferrari             | 1:24,661                 | 140,835 km/h             | 1:22,935                 | 143,766 km/h             | 03    |
| 04   | Michele Alboreto   | Ferrari             | 1:23,581                 | 142,654 km/h             | 1:22,937                 | 143,762 km/h             | 04    |
| 05   | Derek Warwick      | Renault             | 1:23,726                 | 142,407 km/h             | 1:23,237                 | 143,244 km/h             | 05    |
| 06   | Patrick Tambay     | Renault             | 1:24,828                 | 140,557 km/h             | 1:23,414                 | 142,940 km/h             | 06    |
| 07   | Andrea de Cesaris  | Ligier-Renault      | 1:25,939                 | 138,740 km/h             | 1:23,578                 | 142,660 km/h             | 07    |
| 08   | Niki Lauda         | McLaren-TAG-Porsche | 1:24,508                 | 141,090 km/h             | 1:23,886                 | 142,136 km/h             | 08    |
| 09   | Nelson Piquet      | Brabham-BMW         | 1:24,139                 | 141,708 km/h             | 1:23,918                 | 142,082 km/h             | 09    |
| 10   | Keke Rosberg       | Williams-Honda      | 1:26,017                 | 138,614 km/h             | 1:24,151                 | 141,688 km/h             | 10    |
| 11   | Elio de Angelis    | Lotus-Renault       | 1:25,602                 | 139,286 km/h             | 1:24,426                 | 141,227 km/h             | 11    |
| 12   | Manfred Winkelhock | ATS-BMW             | 1:52,889                 | 105,619 km/h             | 1:24,473                 | 141,148 km/h             | 12    |
| 13   | Ayrton Senna       | Toleman-Hart        | 1:27,865                 | 135,699 km/h             | 1:25,009                 | 140,258 km/h             | 13    |
| 14   | Riccardo Patrese   | Alfa Romeo          | 1:28,072                 | 135,380 km/h             | 1:25,101                 | 140,106 km/h             | 14    |
| 15   | Corrado Fabi       | Brabham-BMW         | 1:31,618                 | 130,140 km/h             | 1:25,290                 | 139,796 km/h             | 15    |
| 16   | Jacques Laffite    | Williams-Honda      | 1:27,356                 | 136,490 km/h             | 1:25,719                 | 139,096 km/h             | 16    |
| 17   | François Hesnault  | Ligier-Renault      | 1:27,678                 | 135,989 km/h             | 1:25,815                 | 138,941 km/h             | 17    |
| 18   | Johnny Cecotto     | Toleman-Hart        | 1:28,241                 | 135,121 km/h             | 1:25,872                 | 138,849 km/h             | 18    |
| 19   | Piercarlo Ghinzani | Osella-Alfa Romeo   | 1:27,723                 | 135,919 km/h             | 1:25,877                 | 138,840 km/h             | 19    |
| 20   | Stefan Bellof      | Tyrrell-Ford        | 1:27,836                 | 135,744 km/h             | 1:26,117                 | 138,453 km/h             | 20    |
| DNQ  | Marc Surer         | Arrows-Ford         | 1:27,919                 | 135,616 km/h             | 1:26,273                 | 138,203 km/h             | –     |
| DNQ  | Martin Brundle     | Tyrrell-Ford        | 1:27,891                 | 135,659 km/h             | 1:26,373                 | 138,043 km/h             | –     |
| DNQ  | Eddie Cheever      | Alfa Romeo          | 1:28,961                 | 134,027 km/h             | 1:26,471                 | 137,887 km/h             | –     |
| DNQ  | Thierry Boutsen    | Arrows-BMW          | 1:28,000                 | 135,491 km/h             | 1:26,514                 | 137,818 km/h             | –     |
| DNQ  | Jonathan Palmer    | RAM-Hart            | 1:29,778                 | 132,808 km/h             | 1:27,458                 | 136,331 km/h             | –     |
| DNQ  | Mauro Baldi        | Spirit-Hart         | 1:28,360                 | 134,939 km/h             | 1:30,146                 | 132,265 km/h             | –     |
| DNQ  | Philippe Alliot    | RAM-Hart            | 1:29,637                 | 133,016 km/h             | 1:29,576                 | 133,107 km/h             | –     |

### Rennen
| Pos. | Fahrer             | Konstrukteur        | Runden | Stopps | Zeit        | Start | Schnellste Runde |
| ---- | ------------------ | ------------------- | ------ | ------ | ----------- | ----- | ---------------- |
| 01   | Alain Prost        | McLaren-TAG-Porsche | 31     | 0      | 1:01:07,740 | 01    | 1:55,596         |
| 02   | Ayrton Senna       | Toleman-Hart        | 31     | 0      | + 7,446     | 13    | 1:54,334 (24.)   |
| 03   | René Arnoux        | Ferrari             | 31     | 0      | + 29,077    | 03    | 1:55,541         |
| 04   | Keke Rosberg       | Williams-Honda      | 31     | 0      | + 35,246    | 10    | 1:55,775         |
| 05   | Elio de Angelis    | Lotus-Renault       | 31     | 0      | + 44,439    | 11    | 1:55,026         |
| 06   | Michele Alboreto   | Ferrari             | 30     | 0      | + 1 Runde   | 04    | 1:55,437         |
| 07   | Piercarlo Ghinzani | Osella-Alfa Romeo   | 30     | 1      | + 1 Runde   | 19    | 1:57,439         |
| 08   | Jacques Laffite    | Williams-Honda      | 30     | 1      | + 1 Runde   | 16    | 1:56,946         |
| –    | Riccardo Patrese   | Alfa Romeo          | 24     | 0      | DNF         | 14    | 1:58,527         |
| –    | Niki Lauda         | McLaren-TAG-Porsche | 23     | 0      | DNF         | 08    | 1:56,996         |
| –    | Manfred Winkelhock | ATS-BMW             | 22     | 0      | DNF         | 12    | 1:55,712         |
| –    | Nigel Mansell      | Lotus-Renault       | 15     | 0      | DNF         | 02    | 1:55,112         |
| –    | Nelson Piquet      | Brabham-BMW         | 14     | 0      | DNF         | 09    | 1:58,897         |
| –    | François Hesnault  | Ligier-Renault      | 12     | 0      | DNF         | 17    | 1:59,644         |
| –    | Corrado Fabi       | Brabham-BMW         | 9      | 0      | DNF         | 15    | 2:04,465         |
| –    | Johnny Cecotto     | Toleman-Hart        | 1      | 0      | DNF         | 18    | 2:35,136         |
| –    | Derek Warwick      | Renault             | 0      | 0      | DNF         | 05    | –                |
| –    | Patrick Tambay     | Renault             | 0      | 0      | DNF         | 06    | –                |
| –    | Andrea de Cesaris  | Ligier-Renault      | 0      | 0      | DNF         | 07    | –                |
| DSQ  | Stefan Bellof      | Tyrrell-Ford        | 31     | 0      | + 21,141    | 20    | 1:54,978         |

Anmerkungen
1. ↑  Aufgrund von Verstößen gegen das Reglement wurden das Team Tyrrell sowie der Fahrer Bellof im September 1984 rückwirkend für die gesamte Saison 1984 disqualifiziert. Zudem wurde dem Team die Teilnahme an den letzten drei Rennen des Jahres untersagt.

## WM-Stände nach dem Rennen
Die ersten sechs des Rennens bekamen 9, 6, 4, 3, 2 bzw. 1 Punkt(e). Da weniger als die Hälfte der geplanten Renndistanz absolviert worden war, wurden die WM-Punkte halbiert. In der Fahrerwertung wurden die besten elf Resultate, in der Konstrukteurswertung alle Resultate gewertet.

### Fahrerwertung
| Pos. | Fahrer            | Konstrukteur        | Punkte |
| ---- | ----------------- | ------------------- | ------ |
| 01   | Alain Prost       | McLaren-TAG-Porsche | 28,5   |
| 02   | Niki Lauda        | McLaren-TAG-Porsche | 18     |
| 03   | René Arnoux       | Ferrari             | 15     |
| 04   | Elio de Angelis   | Lotus-Renault       | 13     |
| 05   | Derek Warwick     | Renault             | 13     |
| 06   | Keke Rosberg      | Williams-Honda      | 11,5   |
| 07   | Michele Alboreto  | Ferrari             | 9,5    |
| 08   | Patrick Tambay    | Renault             | 8      |
| 09   | Ayrton Senna      | Toleman-Hart        | 5      |
| 10   | Nigel Mansell     | Lotus-Renault       | 4      |
| 11   | Riccardo Patrese  | Alfa Romeo          | 3      |
| 12   | Eddie Cheever     | Alfa Romeo          | 3      |
| 13   | Andrea de Cesaris | Ligier-Renault      | 3      |
| 14   | Thierry Boutsen   | Arrows-Ford         | 3      |
| 15   | Marc Surer        | Arrows-Ford         | 0      |

| Pos. | Fahrer             | Konstrukteur      | Punkte |
| ---- | ------------------ | ----------------- | ------ |
| 16   | Piercarlo Ghinzani | Osella-Alfa Romeo | 0      |
| 17   | Jacques Laffite    | Williams-Honda    | 0      |
| 18   | Mauro Baldi        | Spirit Hart       | 0      |
| 19   | Jonathan Palmer    | RAM-Hart          | 0      |
| 20   | Nelson Piquet      | Brabham-BMW       | 0      |
| 21   | Teo Fabi           | Brabham-BMW       | 0      |
| 22   | François Hesnault  | Ligier-Renault    | 0      |
| –    | Philippe Alliot    | RAM-Hart          | 0      |
| –    | Johnny Cecotto     | Toleman-Hart      | 0      |
| –    | Manfred Winkelhock | ATS-BMW           | 0      |
| –    | Jo Gartner         | Osella-Alfa Romeo | 0      |
| –    | Corrado Fabi       | Brabham-BMW       | 0      |
| DSQ  | Stefan Bellof      | Tyrrell-Ford      | 5      |
| DSQ  | Martin Brundle     | Tyrrell-Ford      | 2      |

### Konstrukteurswertung
| Pos. | Konstrukteur        | Punkte |
| ---- | ------------------- | ------ |
| 01   | McLaren-TAG-Porsche | 46,5   |
| 02   | Ferrari             | 24,5   |
| 03   | Renault             | 21     |
| 04   | Lotus-Renault       | 17     |
| 05   | Williams-Honda      | 11,5   |
| 06   | Alfa Romeo          | 6      |
| 07   | Toleman-Hart        | 5      |
| 08   | Arrows-Ford         | 3      |

| Pos. | Konstrukteur      | Punkte |
| ---- | ----------------- | ------ |
| 09   | Ligier-Renault    | 3      |
| 10   | Osella-Alfa Romeo | 0      |
| 11   | Spirit-Hart       | 0      |
| 12   | RAM-Hart          | 0      |
| 13   | Brabham-BMW       | 0      |
| –    | ATS-BMW           | 0      |
| DSQ  | Tyrrell-Ford      | 7      |

Anmerkungen
1. ↑  Tyrrell wurde im September 1984 wegen Reglementverstoßes aus der Weltmeisterschaft ausgeschlossen; Auslöser waren verbotene Wassertanks, die nach jedem Grand Prix befüllt wurden und auf diese Weise für ein Untergewicht während der Rennen sorgten.